# 大寶智子
大寶 智子（おおたから ともこ、1971年12月24日 - ）は、日本の女優 。東京都出身。
映画『1999年の夏休み 』（1987年 、松竹）の和彦役でデビュー。
松岡錠司監督の『バタアシ金魚 』（1990年 ）、黒澤明監督の『八月の狂詩曲 』（1991年 ）などの映画出演を経て、テレビドラマや舞台にも活動の場を広げている。CM出演も多い。 浅井企画所属。

## 出演

### テレビドラマ
- 花のあすか組! （1988年 、フジテレビ系）- 蝶 役
- 愛と憎しみの疑惑（1989年11月2日、よみうりテレビ/日本テレビ系 木曜ゴールデンドラマ ）
- さすらい刑事旅情編II 第17話「痴漢が死んだ! 偽証する女」（1990年、テレビ朝日系）
- 火曜サスペンス劇場 （日本テレビ系）
  - 「森村誠一の途中下車」（1990年5月8日放送、日本映像）
  - 「朝もやの中に街が消える」（1991年3月）
  - 「クラスメート」（1993年9月）
  - わが町4 殺された女の本当の顔（1994年3月）
  - 救急指定病院6（1996年9月）
  - 「小京都ミステリー21 周防岩国殺人事件」（1997年10月） - 露木麻里絵 役
  - 「家族の48時間」（1998年2月） - 桐島冴子 役
  - 「転勤判事3」（1998年） - 小松由紀 役
- 火曜ミステリー劇場 南青山コンビニ探偵24時間営業（1990年6月19日、テレビ朝日系）
- 葡萄が目にしみる （1991年9月16日、フジテレビ系） - 鈴木菊代 役
- DRAMADAS『幕末合唱団』（1991年、関西テレビ ）
- おとなの選択 （1992年1月 - 3月、TBS系） - 谷口彩 役
- 最期のドライブ 富山長野女子高生・OL連続誘拐殺人事件 （1992年6月26日、フジテレビ系 金曜ドラマシアター ）
- 木曜日の食卓 （1992年10月 - 12月、TBS系） - 宮沢久良子 役
- わたしってブスだったの? （1993年4月 - 6月、TBS系） - 泉田七子 役
- オレたちのオーレ! （1993年10月 - 12月、毎日放送） - 江口七海役
- 土曜ドラマ 銀行 男たちのサバイバル （1994年1月、NHK）
- 連続テレビ小説 『 春よ、来い 』（1994年、NHK） - 白井道子 役
- 土曜ワイド劇場 （テレビ朝日系）
  - タクシードライバーの推理日誌
    - 3 春呼ぶ殺人（1994年4月16日） - ブティック経営者・麻生洋子 役（ヒロイン）
    - 22 殺人の記憶（2006年9月16日） - 弁護士・一ノ瀬圭子 役

  - 同居人カップルの殺人推理旅行 - 主演・内藤千秋 役
    - 1 北陸加賀〜結婚式に殺しの招待状（1994年8月27日）
    - 2 赤い花の証言 見合いの席で殺しの相談!?（1995年3月11日）
    - 3 会津若松〜犬が見た死体! 父親を捜す少女と悲しい秘密（1995年11月11日）
    - 4 嘘をつく女 熊本阿蘇〜財産を狙って欲望が渦巻く（1996年7月6日）
    - 5 死を呼ぶダイエット!?（1998年5月2日）
    - 6 ダイエットハーブの罠!!（1999年8月14日）

  - 高橋英樹の船長シリーズ 10 太平洋殺意のうず潮（1998年9月26日） - 写真家・山川しおり 役
  - 温泉若おかみの殺人推理 10 下呂温泉〜飛騨高山 失踪した宿泊客 雪山の白骨死体が三重完全犯罪をあばく…!真犯人に50%の罠を（2002年4月13日） - 才賀真木 役
  - 鉄道おんな捜査官 花村乃里子 2 私は殺された 鳴門の渦に女の叫び!（2002年10月5日） - 「劇団あけぼの」脚本家・中林美奈子 役
  - 狩矢父娘シリーズ 5 京都・祇園祭り殺人事件（2004年8月14日） - 尾山めぐみ 役
  - おかしな刑事 3（2006年6月24日）
  - 検事・朝日奈耀子
    - 5「仙台〜松島、殺意の旅･左右35mm差の足跡が暴く完全犯罪トリック!」（2006年11月11日）
    - 18「死を呼ぶレジ係コンテスト!! 優勝候補が審査員を殺害!?」（2016年11月12日） - 群馬県警水上温泉警察署・諏訪今日子 役

  - 獣医・いかり七緒の殺人診断 （2007年10月27日） - 沢村つぐみ 役
  - 牟田刑事官VS終着駅の牛尾刑事そして事件記者冴子
    - 3「レッド・ライト」（2003年12月27日）- タクシードライバー 森尾優子 役

  - 終着駅の牛尾刑事VS事件記者・冴子
    - 16「ラストファミリー」（2017年1月7日） - 沢村圭子 役

  - 終着駅シリーズ
    - 22「殺人同盟」（2009年3月14日） - 看護師・三村昌代 役
    - 25「途中下車する女」（2011年9月24日） - 飛田総合病院 看護師・南広子 役
    - 26「殺意の奔流」（2012年10月27日） - 新都銀行融資部 元行員 恩田浩の妻・恩田佐和子 役
    - 27「悪の魂」（2013年9月28日） - 覆面作家「水木晶」の担当編集者・戸川由紀 役
    - 29「善意の傘」（2015年9月26日） - バーのママ・佐藤梢 役
    - 31「殺人の花客」（2017年7月16日） - ハリトンホテルのコンシェルジュ・光代 役 - 日曜ワイド
    - 32「殺意を運ぶ鞄」（2018年4月22日） - 介護付き有料老人ホーム 「慶徳園」職員・長野洋子 役 / 日曜プライム
    - 33「ガラスの密室」（2018年6月24日） - 長尾美容室 美容師・長尾桃子 役 / 日曜プライム
    - 34「荒野の証明」（2019年1月27日） - 古川ホームセンター 従業員・赤塚敏子 役 / 日曜プライム
    - 35「鬼子母の末裔」（2019年11月3日） - 矢島徹の妻・矢島美沙子 役 / 日曜プライム
    - 36「雪の螢」（2020年1月9日） - 信州諏訪湖上諏訪温泉「温泉御宿 ぬのはん」女将・田代典子 役
    - 38「十月のチューリップ」（2022年12月22日） - 高校教師・北野節子 役
- 未成年 （1995年10月 - 12月、TBS系）‐千野沙織 役
- 風の刑事・東京発! （1995年10月 - 1996年3月、テレビ朝日系） - 刑事・藤村真奈美 役
- 刑事追う! 第3話「裁きの日」（1996年、テレビ東京系）
- 流れ板七人 （1997年、テレビ朝日系）第5話ゲスト - 早坂あかね 役
- ウルトラシリーズ
  - ウルトラマンガイア （1998年9月 - 1999年8月、MBS系） - 黒田恵 役（セミレギュラー）
  - ウルトラマンマックス （2005年、CBC/TBS系） - 第21話ゲスト
- 直子センセの診察日記 （1999年、CBC ）- 主演:佐々木直子 役
- はみだし刑事情熱系IV 第14話「悲しき冬の殺人者! 小犬と涙と女弁護士」（2000年、テレビ朝日系）
- 女学生の友 （2001年8月4日、BS-i ）
- 渡る世間は鬼ばかり 第6シリーズ（2002年、TBS系） - 春日静子 役
- 美少女戦士セーラームーン （2003年10月 - 2004年9月、CBC/TBS系） - 担任教師・桜田春菜 役
- おみやさん4（2005年4月21日、テレビ朝日系）第1話ゲスト - 沢村弘子 役
- 土曜サスペンス 保険調査員ハナコ・時価一億円の女 （2006年3月4日、テレビ朝日系） - 臼井緑 役
- 相棒 Season 4 第20話「七人の容疑者」ゲスト（2006年3月8日、テレビ朝日系） - 曽根ゆり子 役
- 京都地検の女3（2006年4月27日、テレビ朝日系）第2話ゲスト - 向井薫 役
- 水曜ミステリー9 法廷荒らし 弁護士 猪狩文助 （2007年11月21日、テレビ東京）
- ドラマ30 熱血ニセ家族 （2007年11月、CBC） - 外科医 直子先生 役（ゲスト出演）
- 科捜研の女（テレビ朝日）
  - 第12シリーズ 第1話（2013年1月10日） - 吉井孝子 役
  - 第16シリーズ 第17話（最終話）（2013年3月9日） - 矢野幹子 役
- 警視庁・捜査一課長（2016年4月14日、テレビ朝日） - 川本綾子 役

### 映画
- ロックよ、静かに流れよ （1988年2月20日、東宝）- 由美 役
- 1999年の夏休み （1988年3月26日）
- 誘惑者 （1989年10月29日）
- オクトパスアーミー シブヤで会いたい （1990年3月31日）
- バタアシ金魚 （1990年6月2日）
- 遥かなる甲子園 （1990年6月9日）
- 八月の狂詩曲 （1991年5月25日）- たみ 役
- 地獄の警備員 （1992年6月13日）
- まあだだよ （1993年4月17日）
- 人間交差点・雨 （1993年6月5日）
- キャンプで逢いましょう （1995年10月7日）
- スーパースキャンダル SUPER SCANDAL （1996年8月24日）
- モスラ（1996年12月14日） - 看護婦 役[1]
- 実録 新宿の顔 新宿愚連隊物語 （1997年3月15日）
  - 第1部
  - 第2部
- 緑の街 （1998年1月31日）- 小町 役
- 死国 （1999年1月23日）
- 雨あがる （2000年1月22日）
- レディ・ジョーカー （2004年12月11日）
- 8月のクリスマス （2005年9月23日）

### 舞台
- 瓶詰の地獄
- 主人公はお前じゃない